# Софія (Гриньова)
Софія (Гриньова) (в миру Гриньова Софія Євгенівна; нар. 1873, м. Москва, Російська імперія — пом. 4 квітня 1941, с. Покров Ростовський район, Московська область, Російська РФСР, СРСР) — релігійна діячка, схіігуменя, настоятелька Київського Свято-Покровського монастиря (1913—1923), засновниця Дугіненської обителі на честь ікони Божої Матері «Відрада і Втіха», преподобноісповідниця, канонізована як місцева свята сповідниця Київської єпархії Української Православної Церкви (2012).

## Походження та навчання
Софія Гриньова народилася 1873 року в Москві у дворянській родині Тульської губернії. Батько, Євген Іванович Гриньов, ще студентом першого курсу юридичного факультету Московського університету одружився з 16-річною Лідією Дмитрівною Глазуновою. Вона була найстаршою серед трьох дітей у родині. Незабаром сім'я переїхала до Тули, де батько працював секретарем Тульського окружного суду. Потім, у зв'язку з переведенням батька на нове місце роботи, перебралася до Бєльова Тульської губернії. Захворівши на запалення легень дуже рано помер батько, коли Софії виповнилось сім років. Осиротілих дітей оселили до Бельовського Спасо-Преображенського монастиря. У ньому ігуменею служила матінка Євгенія, колишня гувернантка в сім'ї Гриньових. Тому дівчина часто відвідувала монастирську церкву та покої настоятельки.

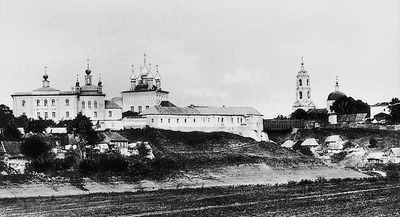
Зовнішній вигляд Бєльовського Спасо-Преображенського монастиря в другій половині XIX ст.

На початку 1880-х років родина, позбавлена годувальника, перебралася до рідних у Таруський повіт Калузької губернії. З шістнадцяти років Софія проживала у маєтку тітки та бабусі по маминій лінії в Калузькій губернії, поблизу Оптиної пустині. Дівчина часто відвідувала монастир. За спогадами її сестри Марії Попової (Гриньової) 1885 року, коли обитель відвідала вся родина, сталося передбачення її подальшого життя. Після служби до них підійшов схимник, що назвав Софію ігуменею. Старець подав дівчині хрест та погладив її по голові та сказав: «Яка ігуменя буде!».
З Бєльова сім'я Гриньових переїхала до Воронежа, де оселилась у власному родовому маєтку. Деякий час дівчина навчалася в Олександро-Маріїнському інституті в Москві. Згодом Софія переїхала до Києва, де здобула середню освіту. Вона вступила до останнього класу Фундуклеївської гімназії. Після її закінчення Софія до 1895 року навчалася у Київській консерваторії по класу співу.
Майже перед самим закінченням консерваторії, 22-річна Софія захворіла на дифтерійну ангіну в дуже важкій формі, бо після занять співом одразу вийшла на вулицю, де був великий мороз. Після захворювання зовсім втратила голос. Дев'ять місяців не могла говорити. Повернути їй голос було неможливо, не дивлячись на всі зусилля найзнаменитіших лікарів. Лікарі припускали, що у неї туберкульоз горла і радили їхати на лікування до Давосу, Швейцарія. Приятелька Софії — настоятелька Свято-Троїцької обителі Анна (Знам'янська), запросила подругу відпочити перед дорогою і набратися сил. Всупереч очікуванням, здоров'я Софії стало швидко погіршуватися, стали побоюватися смерті. Настоятелька запросила до тяжкохворої духівника обителі, старенького священника. Під час сповіді хвора говорити не могла, лише плакала на грудях старця, який підбадьорював її та втішав. Після причастя Софія, вражена і втомлена, тихо заснула. До ранку вона прокинулася і раптом їй повернувся голос та згодом відновилося здоров'я.

## Вступ на чернечий шлях
1895 року у Свято-Троїцькій обителі Таруського повіту Калузької губернії Софія, імовірно, була пострижена в рясофор. У цій обителі вона прожила до 1912 року. Незабаром перейшла в Миколаївську обитель. А звідти вона разом з Катериною (Метцендорф), яка також пішла з Троїцької обителі, почала шукати новий монастир. Так, обрали Дугнінський завод, куди  з Калузької та сусідніх губерній засилали колишніх арештантів, які відбули тюремне ув'язнення. На одній з гірських височин стояла покинута та напіврозвалена церква в ім'я Іоанна Милостивого. Усередині церкви знаходився образ Божої Матері «Відрада і Втіха» — ця ікона і стала покровителькою обителі. Софія стала настоятелькою в новій обителі.

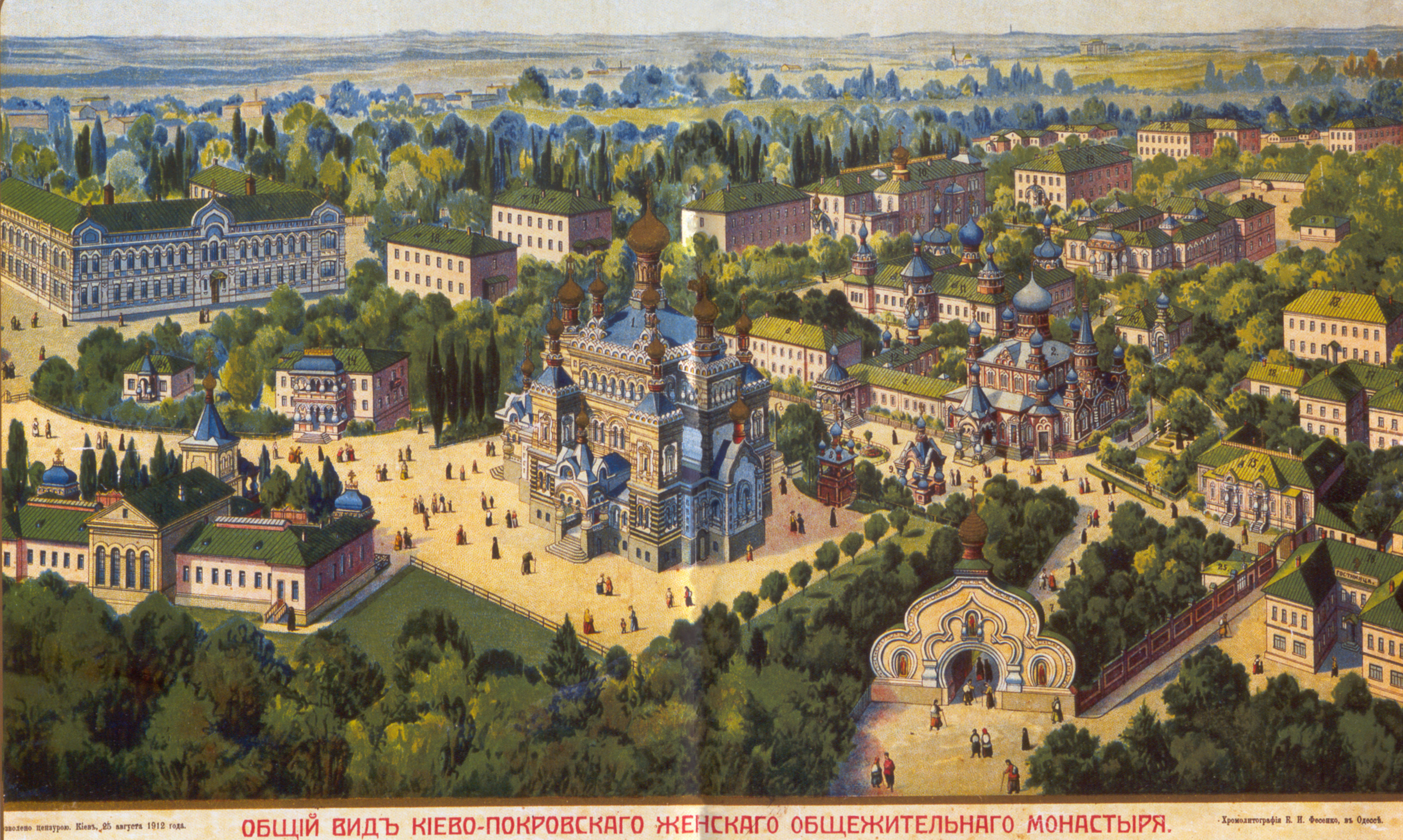
Загальний вигляд Києво-Покровського жіночого монастиря за часів настоятельства ігумені Софії (хромолітографія 1912 р.)

Під час відвідин 1913 року Синоду в Санкт-Петербурзі для клопотання у справі своєї обителі Софія зустрілася з Митрополитом Київським Флавіаном (Городецьким). Він запропонував їй посаду ігумені Київського Покровського монастиря — одного з найбільших монастирів Російської імперії, безпосередньо пов'язаного з царською сім'єю. Вона погодилася і 1913 року була призначена очільницею обителі в Києві.
Її постриг у чернецтво і зведення на сан ігумені, найімовірніше, відбулися в Санкт-Петербурзькому Новодівочому монастирі. 1913 року Софія прийняла постриг у чернецтво (до цього вона була пострижена в рясофор). Колишнє мирське ім'я їй залишили через те, що вже спішно уклали розпорядження про її призначення, де вона була названа Софією.
Після смерті 1900 року великої княгині Олександри Петрівни (в чернецтві — Анастасії) — засновниці Покровського монастиря (1889) жодна з новопризначених на її місце ігумень не змогла впоратися з покладеними обов'язками. Нова настоятелька, завдяки надзвичайній доброті та смиренню, зуміла завоювати серця монахинь. Зокрема, Софія, відзначалась поетичним талантом. Вона співпрацювала з духовними журналами, де публікувала власні вірші та прозу, підписуючись «І. С.».

## Роки лихоліття: війни та революції
Через рік після призначення Софії у серпні 1914 року розпочалася Перша світова війна. Обитель, фактично, перетворилася на шпиталь на 225 місць для лікування поранених на фронті солдатів. Всі ці додаткові турботи та невідкладні справи лише робили матінку Софію улюбленою настотельницею насельниць і робітників Покровського монастиря. У ті часи її порівнювали з великою княгинею Олександрою.
Нові зміни приніс 1917 рік: у лютому зрікся престолу найголовніший патрон монастиря імператор Микола II. Стабільність функціонування обителі похитнулася, але на православні традиції ще ніхто не зазіхав. Києво-Покровський жіночий монастир під началом Софії за часів Української революції 1917 року продовжував повноцінно функціонувати. Спочатку прихід до влади у Петрограді більшовиків нічого не змінив у житті монастиря. Але під час першої радянсько-української війни у січні 1918 року Червоною армію було захоплено Київ, а Центральна Рада виїхала із столиці. Під час червоного терору 26–28 січня червоноармійці Муравйова масово вбивали окремі групи киян, перш за все, грабували та розстрілювали «класових ворогів» — служителів церкви та колишніх дворян і офіцерів. Багато з них знайшли свій вічний прихисток на цвинтарі Покровського монастиря.
25 січня, а за новим стилем 7 лютого, 1918 року озброєні погромники ввірвалися в покої митрополита Володимира. Вони розстріляли його розривними кулями та закололи холодною зброєю. Навесні 1918 року з допомогою німецької армії Центральна Рада повернулася до Києва. В результаті перевороту 29 квітня 1918 року до влади прийшов гетьман Павло Скоропадський, який шанував і підтримував церкву та монастирі. У жовтні 1918 року будинок амбулаторії (не зберігся) було передано 1-й Українській гімназії імені Т.Шевченка.
У ці страшні роки настоятелька монастиря Софія, підтримуючи сестер обителі та тих, хто у монастирі знаходить прихисток, керує й далі життям обителі. Однак, на початку 1919 року Київ нову захоплюють більшовики: місто та монастир грабують різні банди, масово вбиваючи людей. Наприкінці серпня 1919 року Київ на деякий час займає добровольча армія.
Восени 1919 року, з остаточним приходом до влади більшовиків, монастирське майно було націоналізовано. Під виглядом трудової артілі обитель змогла проіснувати ще кілька років. У 1920–1930-х рр. тут розташувалася Трудова українська школа № 1 імені Тараса Шевченка.

## Переслідування радянською владою
1923 року розпочалася боротьба радянської влади з релігією і Покровський монастир було передано обновленцям, а ігуменю Софію звільнили від виконання обов'язків настоятельки монастиря.
Того ж року Софія придбала собі дачу в Ірпені під Києвом, де влаштувала церкву. Разом з нею туди перебралися й решта монахинь Київського Покровського монастиря. Настоятелем таємного храму був настоятель церкви Покровського монастиря протоієрей Димитрій Іванов.
1924 року ігуменю Софію заарештували та затримали на шість тижнів. 1928 року ігуменя Софія з наближеними двадцятьма монахинями та протоієреєями Димитрієм та Калиником, приєдналися до йосифлянського руху, створеного для антибільшовицького церковного руху в СРСР. Аби уникнути гонінь на йосифлян, схиігуменя Софія переховувалася від нового арешту, маючи паспорт на ім'я іншої особи. Вона, без прописки, оселилася у парафіянки Ірпінської катакомбної громади Олени Бабенко в Ірпіні по вулиці Толстовська, № 10. У цьому будинку відбувалися таємні нічні богослужіння, збиралися віряни для бесід з ігуменею. Тут побувало багато гнаних священників та ченців, мирян, що не визнавали Декларацію митрополита Сергія (Страгородського).
Схіігуменя Софія в цей час активно співпрацювала з єпископом Дамаскіним (Цедриком) — одним з ідеологів та засновників Істинно-Православної (Катакомбної) Церкви в Україні, архімандритом Спиридоном (Кисляковим), київськими священниками Анатолієм Жураковським, Леонідом Рохліцем, Борисом Квасницьким, Димитрієм Шпаковським тощо. Київ став одним із головних центрів йосифлянського руху в Радянському Союзі.
Другий арешт схіігумені 1928 року тривав сім тижнів. За рішенням суду Софію мали вислати у східні регіони Радянського Союзу, але через хворобу залишили в Україні. 1928 року вона виїхала до Полтавського повіту, але 1930 року повернулася в Ірпінь до будинку Олени Бабенко.
У жовтні 1931 року, напередодні свята Покрови Пресвятої Богородиці ігуменя Софія була заарештована втретє в цьому будинку. Вона разом з іншими іосифлянами проходила по справі Істинно-Православної (Катакомбної) Церкви в Україні. У своїх свідченнях на допиті 3-го липня 1932 року вона зазначила:

Від розмов на політичні теми я намагалася уникати, тому що я вважаю, що служителям культу не слід займатися політикою. На комуністичний рух я дивлюся як на рух антихристиянський, який ворожий християнським ідеям, і, на мій погляд, всі служителі культу і віруючі істинно християни повинні проводити в життя ідеї християнства, на противагу ідеям комунізму, і ні в якому разі не повинні погоджуватися з тими заходами, які проводить радвлада, головним чином, по відношенню до релігії.

Наприкінці липня 1932 року було складено обвинувальний висновок у справі ігумені Софії. На думку радянських правоохоронців вона представляла, створену 1931 року в м. Києві контрреволюційну організацію церковників: нелегальний монастир з інститутом черниць і послушниць, яких Софія використовувала для систематичного проведення контрагітації серед населення. Організатором був священник Дмитро Іванов — керівник Київської філії Всесоюзного контрреволюційної організації церковників.
Її також обвинувачували за проживання в передмісті Києва — Ірпені за підробленими документами під прізвищем Щеглової Марії. Тому, враховуючи соціальну небезпеку подальшого перебування Гриньової Софії на території Української РСР суд постановив: Слідча справа № 533 за звинуваченням гр. Гриньової Софії Євгенівни, 1873 р. нар., за соц. походженням дворянки, колишньої ігумені та настоятельки жіночого Покровського монастиря в м. Києві, в скоєнні злочинів, передбачених ст. 54/11 Кримінального кодексу УСРР, направити до Особливої Наради при Колегії ГПУ УСРР з клопотанням про застосування до гр. Гриньової адмінвисилки в Казахстан строком на три роки.
Втім, 3 жовтня 1932 року Особлива нарада при Колегії ГПУ Української РСР, з невідомих причин, прийняла інше рішення. Софію Гриньову звільнили з-під варти, але позбавили на три роки права проживання в 12 населених пунктах в Україні та столичних містах, до 14 жовтня 1931 року.
Для слабкого здоров'я ігумені Софії, підірваного майже річним ув'язненням, і ця висилка стала важким випробуванням. Ігуменя поїхала до Путивля (нинішньої Сумської області). 2 серпня 1933 року вона зверталася з проханням дозволити їй повернутися до Ірпеня раніше визначеного трирічного терміну, а якщо це неможливо, то дозволити проживати їй в Конотопі (нинішньої Сумської області).

## Життя після ув'язнення
1933 року схиігуменя Софія виїхала на заслання до села Покров Ростовського району Московської області. 1934 року ігуменя Софія прийняла постриг у схиму.
1937 року таємна чернеча громада настоятельки Софії була знову виявлена. Черниць заарештували та вивезли в оленярський радгосп на Крайній Північі, на один з островів у бік Камчатського півострова. Але працівники НКВС не застали ігуменю Софію при цьому розгромі, тому що на той час вона знаходилася в іншому місці.
Останні дні життя провела біля Покровського храму села Покров поблизу Серпухова в Московській області. У неї була бронхіальна астма, яка спочатку виражалася легкими нападами, потім вони стали частішати, додалося ще й захворювання серця. Схіігуменя Софія померла на 68-му році життя 4 квітня 1941 року о 13:25.

## Ушанування пам'яті та канонізація
Завдяки праці релігійної письменниці Олени Концевич, виданої 1976 року в США, ім'я ігумені Софії стало відомо дослідникам.
Щорічно 4 квітня вшановується день пам'яті преподобноісповідниці Софії (Гриньової) — ігумені Києво-Покровського монастиря.
1981 року схіігуменя Софія була зарахована до лику новомучеників і сповідників Російських, прославлених Російською Православною Церквою Закордоном.
У серпні 1989 року була посмертно реабілітована радянською владою.
11 травня 2012 були віднайдені мощі преподобносповідниці. 25 серпня 2012 року рішенням Священного Синоду Української Православної Церкви була зарахована до лику місцево шанованих святих сповідників Київської єпархії.